# Jackson Hinkle
Jackson Hinkle (San Clemente California; 15 de septiembre de 1999) es un comentarista político, Troll de Internet e influencer estadounidense que presenta el programa de televisión web Legitimate Targets with Jackson Hinkle en X (anteriormente Twitter).
Hinkle es conocido por su apoyo a Rusia y el Estado de Palestina, así como su fervida oposición a Ucrania e Israel en los conflictos bélicos que estos países atraviesan. Se ha autodenominado un «marxista-leninista conservador estadounidense», mientras que los periodistas lo han descrito como conservador, de derecha, y de extrema derecha. Promoviendo una mezcla sincrética de ideas conservadoras y comunistas, es un autodenominado defensor del «comunismo MAGA», llamando a quienes apoyan a la clase trabajadora a aliarse con el movimiento MAGA contra una supuesta amenaza globalista. Inicialmente ambientalista durante sus años de escuela secundaria, ha comenzado a promover posturas a favor de los combustibles fósiles en los últimos años.

## Primeros años
Nació el 15 de septiembre de 1999 en San Clemente, California, donde también asistió a escuelas públicas, graduándose de la Escuela Secundaria de San Clemente en 2018. Fue un miembro activo del club de surf de su escuela secundaria, lo que lo familiarizó con el impacto de la contaminación plástica y se convirtió en el catalizador de su entrada en el activismo. Se volvió activo en los movimientos contra la contaminación plástica a la edad de 17 años, fundando la Organización Ambiental Team Zissou (nombrada en honor al protagonista de The Life Aquatic with Steve Zissou), que participó en el cabildeo ambiental y organizó limpiezas de playas voluntarias en el condado de Orange.

## Trayectoria política y activista
Comenzó su activismo político a finales de la década de 2010, postulándose en una elección especial del consejo municipal de San Clemente en 2019, un año después de graduarse de la escuela secundaria. Durante esta campaña, que fue respaldada por los Socialistas Democráticos de América, abogó por que la ciudad de San Clemente tuviera su propio departamento de policía, se opuso «categórica e incondicionalmente» a la legalización de la prostitución y propuso combatir la presencia y el efecto de los desechos nucleares en el área. Finalmente perdió las elecciones. En 2020, lanzó el programa político The Dive with Jackson Hinkle en YouTube, en el que alcanzó los 300.000 suscriptores en 2023, luego se expandió a Twitch. El programa se trasladó a Rumble, cuando fue expulsado de YouTube y Twitch por «desinformación dañina» relacionada con la guerra en Ucrania.
En octubre de 2022, él y su compañero streamer de Twitch Haz Al-Din fueron a TwitchCon, donde se filmaron a sí mismos «acosando a asistentes aparentemente aleatorios» y se burlaron de temas como el uso de mascarillas por COVID-19, el apoyo a Ucrania en su guerra con Rusia y los llamados a la moderación de contenido en línea. Unos días después, a los dos se les unió el streamer de Dark MAGA Jon Zherka en sus intentos de interactuar con los estudiantes de la UCLA en el campus.
En junio de 2023, Hinkle habló en la manifestación «Rage Against the War Machine» en Washington D. C., en la que participaron el Partido Libertario, el Partido Popular y el movimiento conspirativo de extrema derecha LaRouche, entre otros, amplificando las narrativas de desinformación rusas y exigiendo el fin del apoyo occidental a Ucrania y a la existencia de la OTAN. En la manifestación, expresó su apoyo a la invasión rusa de Ucrania.
En febrero de 2024, apareció en el podcast del presentador de NewsNation Chris Cuomo, donde se lo describió como alguien a la vanguardia del «pensamiento político en el país» para la próxima generación y, según Medialite, abogó por el «cese de toda la ayuda estadounidense a Israel». Cuomo defendió su entrevista con Hinkle diciendo: «Es claramente falso que alguna vez haya dado, o alguna vez daría, alguna deferencia a cualquier tipo de antisemitismo».
En marzo de 2024, comenzó a publicar en Weibo luego de una colaboración con Guancha y el Instituto de China de la Universidad de Fudan.
En julio de 2024, participó en una conferencia de prensa patrocinada por Rusia en las Naciones Unidas, durante la cual habló sobre los territorios de Ucrania ocupados por Rusia que visitó.
El 21 de julio de 2024, Hinkle anunció el lanzamiento del Partido Comunista Estadounidense (ACP), un partido político en el que es miembro del Consejo Plenario. El partido se describe a sí mismo como «[una] reconstitución del Partido Comunista de los Estados Unidos». Había declarado anteriormente que había sido expulsado del Partido Comunista, aunque los funcionarios del partido cuestionaron su membresía en el partido. En noviembre de 2024, el ACP ganó su primera elección partidista cuando Chris Helali, el secretario internacional del partido, fue elegido alguacil mayor del condado de Orange, Vermont.
El 7 de octubre de 2024, Hinkle lanzó un nuevo programa político, Legitimate Targets with Jackson Hinkle, entrevistando a representantes del movimiento Houthi, que está designado por los EE. UU. como una Organización Terrorista Extranjera.

## Vida personal
Hinkle es cristiano. Estaba comprometido con la modelo rusa Anna Linnikova (ganadora de Miss Rusia en 2022) y vivían juntos en Miami. No obstante, según los informes, la pareja se separó en diciembre de 2023.